# وليم هوك مورلي
وليم هوك مورلي (1230 - 1276 هـ / 1815 - 1860 م) هو مستشرق إنكليزي.
هو وليم هوك ابن جورج مورلي. درس الحقوق والأدبين العربي والفارسي. عمل في القضاء وكان قيما على مكتبة الجمعية الملكية الآسيوية.

## آثاره
من آثاره كتابا (بالإنكليزية) في «نقود الأمراء الأتابكيين بسورية وآسيا الصغرى».